# Фуентеармехіль
Фуентеармехіль (ісп. Fuentearmegil) — муніципалітет в Іспанії, у складі автономної спільноти Кастилія-і-Леон, у провінції Сорія. Населення — 237 осіб (2010).
Муніципалітет розташований на відстані близько 150 км на північ від Мадрида, 60 км на захід від Сорії.
На території муніципалітету розташовані такі населені пункти: (дані про населення за 2010 рік)
- Фуенкальєнте-дель-Бурго: 53 особи
- Фуентеармехіль: 89 осіб
- Сантервас-дель-Бурго: 21 особа
- Саюелас: 74 особи

## Демографія
Динаміка населення (INE ):